# Chůze po laně

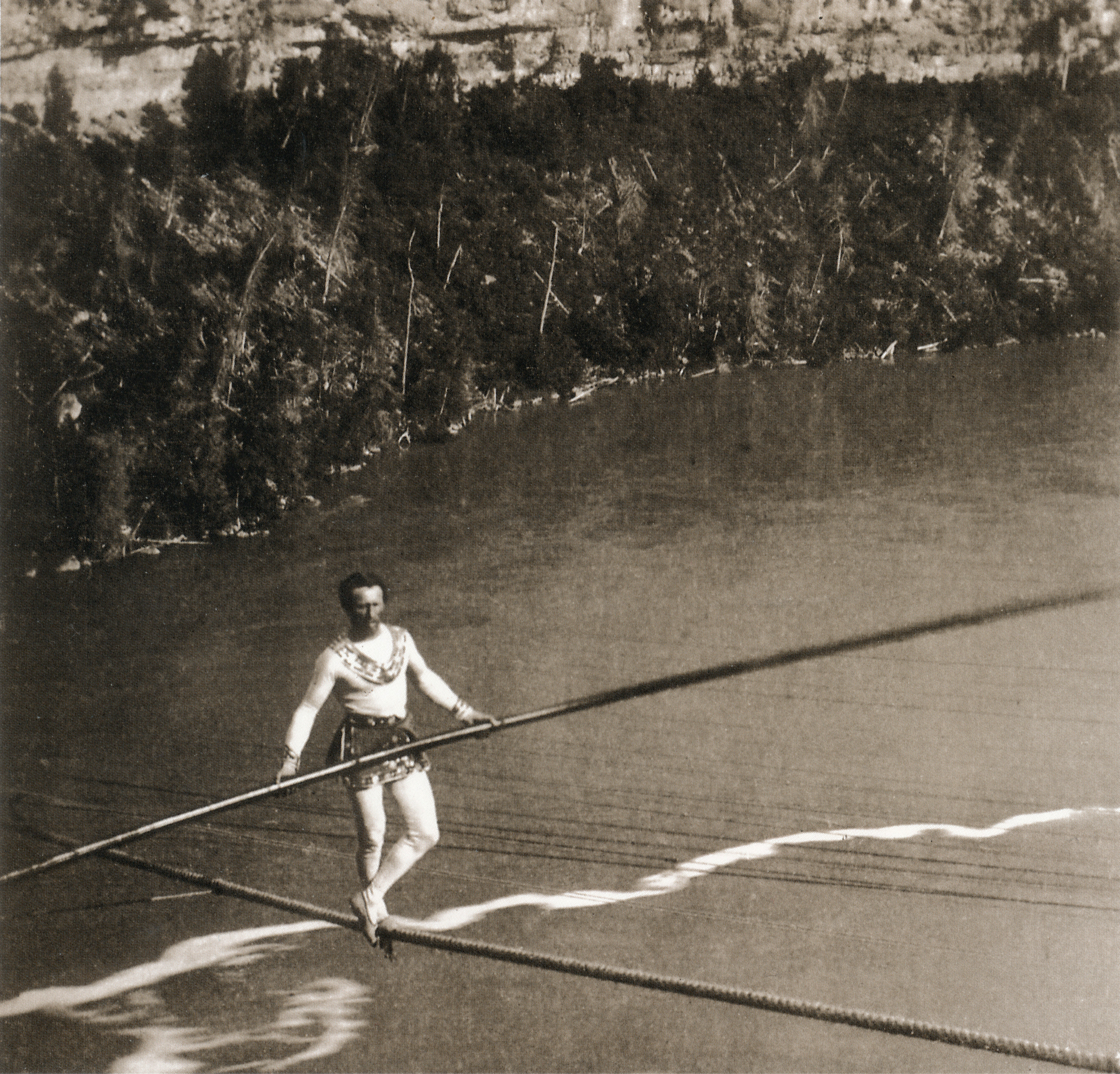
Charles Blondin přechází po laně Niagarské vodopády

Chůze po laně, provazochodectví (německy Seilgehen), provazolezectví , tanec na laně (německy Seiltanz) nebo funambulismus je akrobatická disciplína, užívaná zejména v cirkusech a varieté, ale někteří funambulisté se na chůzi po laně specializují a přitažlivost jejich představení je pak založena na tom, v jaké výšce svou disciplínu provádějí (třeba mezi dvěma mrakodrapy).

## Historie
Provazochodectví se jako artistická disciplína provozovalo již ve starověku, což dokládají rytiny na starých řeckých vázách. První písemné zprávy o provazochodcích pochází z konce 15. století. Provazochodci tehdy užívali lana konopná, později lana ocelová, která upevňovali na tržištích, kde svá artistická čísla (kejkle) předváděli, na věže radnic či chrámů. V němčině se proto užíval výraz „Turmseilgehen“.

## Technika
Chůze po laně se provádí s balanční tyčí (zejména ve větších výškách) i bez ní. Neexistuje žádná oficiální výška, která by odlišovala běžné provazochodectví od výškového, ale obvykle se uvádí zhruba šest metrů. Angličtina rozlišuje běžné provazochodectví (tightwire), výškové (highwire) a venkovní (skywalk), čeština takové rozlišení nezná.
Technika udržování rovnováhy spočívá v udržování těžiště umělce nad podpůrným bodem, obvykle jeho nohama. Důležité je též speciální lano, běžné lano by vedlo takřka nepochybně k pádu, provazochodecké lano mívá dvě vrstvy, přičemž závity vnitřní a vnější vrstvy musí jít proti sobě.

## Slavní provazochodci
V 16. století proslul touto disciplínou Ital Chiarini, který se těšil přízni královských dvorů v Paříži i Madridu. V 17. století položil základy provazochodecké artistické školy Jakob Hall, jehož podporoval sám anglický král Karel II., německý artista „Wilhelm Kolter“ použil v roce 1791 poprvé na laně jízdní kola, v srpnu 1806 vystupovala v Norimberku artistická skupina „Traber“, „Madame Saqui“ vystupovala v Paříži v padesátimetrové výši. Cirkus „Tournaire“ v roce 1817 předváděl číslo dvojice „Foureauz - Tournaire“, která vystupovala současně na dvou paralelně napnutých lanech. Na napnutém laně ve velké výši posnídala v roce 1825 „Madame Wessely“. Česká rodina „Třísků“ je zobrazována na dobových pohlednicích.
Charles Blondin proslul přejitím po laně nataženým přes Niagarské vodopády, Nik Wallenda, představitel slavného akrobatického rodu (The Flying Wallendas), přešel Niagarské vodopády po laně ocelovém a drží rekord s délkou 1800 metrů, které takto překonal. Philippe Petit se v roce 1971 proslavil přejitím po laně mezi věžemi katedrály Notre Dame v Paříži, 7. srpna 1974 pak přešel po laně mezi dvojčaty Světového obchodního centra. Ke slavným akrobatům chodícím po laně patřila též např. Dánka Elvira Madiganová.